# Mariem Velazco
Mariem Claret Velazco García (San Tomé; 9 de noviembre de 1998) es una modelo y reina de belleza venezolana, ganadora de los títulos Miss Venezuela Internacional 2017 y posteriormente, Miss Internacional 2018. Paradójicamente, obtuvo ambos títulos el día de su cumpleaños.

## Vida personal
Velazco nació y creció en San Tomé, Venezuela. Cursó un año de Ingeniería Geofísica en la Universidad Simón Bolívar y actualmente estudia Estudios Liberales en la Universidad Metropolitana. Juega tenis y también se desempeñó como solista en recitales de piano durante su adolescencia. Es originaria del estado Anzoátegui pero representó al estado Barinas en el concurso Miss Venezuela 2017.

## Concursos de belleza

### Miss Venezuela 2017
Velazco mide 177 centímetros y compitió como Miss Barinas 2017. Como una de las 24 finalistas en la competencia nacional de su país, fue galardonada con el Mejor Estilo y como Miss Fotogénica en el gran espectáculo final de Miss Venezuela 2017. Sucedió a la primera finalista de Miss Venezuela 2016 y segunda finalista del Miss Internacional 2017, Diana Croce de Nueva Esparta.

### Miss Internacional 2018
Velazco fue coronada Miss Internacional 2018, evento que se celebró en el Ayuntamiento de Tokyo Dome en Tokio, Japón, el 9 de noviembre de 2018, coincidiendo en su vigésimo aniversario de cumpleaños. Ella representó un tocado nativo venezolano y un vestido de noche compuesto de perlas durante su competencia.
Durante la parte del discurso del certamen, las candidatas tuvieron la oportunidad de expresar sus planes si eran coronadas como Miss Internacional y compartir sus defensas personales. El discurso de Velazco decíaː
"Es un día muy especial para todas las delegadas de Miss Internacional, pero para mí es doblemente especial ya que hoy también celebro mi cumpleaños. En mi país, tenemos la costumbre de no revelar nuestro deseo de cumpleaños, pero hoy quiero hacer un excepción. Mi sueño, mi deseo de cumpleaños es que si tuviera el privilegio de ser su próxima Miss Internacional, pudiera seguir estimulando a los niños de todo el mundo a leer. En Venezuela, he dedicado una gran parte de mi tiempo a servir como un narrador de cuentos para las poblaciones menos favorecidas, y estoy demostrando que la lectura es el camino hacia el conocimiento. Mi objetivo como Miss Internacional es que todos los niños de todo el mundo tengan acceso a libros que hablan sobre la tolerancia, el respeto y la felicidad. Creo firmemente en el poder de los sueños para cambiar las sociedades y pensar que si todos asumimos el deber de leerle un cuento a un niño, ese niño será más educado y el mundo será más feliz. Ese es mi deseo de cumpleaños".
El 12 de noviembre de 2019 coronó a su sucesora en el Miss Internacional 2019 en el Ayuntamiento de Tokyo Dome, en Tokio, Japón. Ella habría terminado su reinado en 1 año y 3 días. Durante su reinado, realizó numerosos viajes por Japón, Indonesia, Venezuela, Estados Unidos, España, Panamá, México, Ecuador, Myanmar, Vietnam, República Dominicana, Francia, Portugal y China.